# Rudy Thielemans
Rudy Thielemans (Meise, 21 juli 1957), is een gewezen Belgische veldrijder. Hij kwam zijn ganse loopbaan - van 1981 tot 1992 - uit bij de internationale liefhebbers, waar hij viermaal Belgisch kampioen werd. 
Internationale liefhebbers waren destijds die renners zonder profstatuut, ze hadden hun eigen wedstrijden maar soms betwistten ze die samen met de beroepsrenners. Vandaar dat een liefhebber ook de Koppenbergcross kon winnen. Heden heeft men drie categorieën: de elite, de elite zonder contract en de beloften.
In totaal behaalde Rudy Thielemans negen overwinningen.

## Overwinningen
- 1981-1986: geen overwinningen
- 1987: 1 overwinning - kampioen van België
- 1988: 3 overwinningen - kampioen van België en winnaar van de Koppenbergcross
- 1989: 2 overwinningen (o.a. Koppenbergcross)
- 1990: 1 overwinning
- 1991: 1 overwinning - kampioen van België
- 1992: 1 overwinning - kampioen van België